# Rid (warenhuis)
Rid is een detailhandelsbedrijf uit het Beierse Weilheim. Het bedrijf exploiteert drie warenhuizen en een aantal modewinkels.

## Geschiedenis
In 1840 richtte Ludwig Rid een weverij op voor linnen en loden. In 1865 openden Ludwig en zijn zoon Josef een winkel in de bovenstad waar zij naast de zelf geweven stoffen ingekochte fournituren, stoffen en beddengoed verkochten. Kleinzoon Cajetan kocht in 1919 een winkelpand in de Schmiedstrasse, op de locatie van het huidige stamhuis. 
In 1933 huwde Annie Rid, dochter van Cajetan, met Max Lipp senior en namen de leiding van het bedrijf over. Ze breidden het winkelpand uit. In de jaren vijftig van de twintigste eeuw floreerde het bedrijf. In 1963 werd de winkel uitgebreid tot een warenhuis, waar naast textiel ook huishoudelijke artikelen, speelgoed, lederwaren, schrijfwaren en meubels en verlichting werden verkocht.  
In 1966 werd een filiaal geopend in Penzberg. In 1972 namen Max Lipp Junior en zijn echtgenote Barbara de leiding over. In 1985 werd het warenhuis in Weilheim afgebroken en vervangen door nieuwbouw, die meer als twee keer ze groot was.   
In 2004 trad zoon Florian toe tot de directie. In 2008 werd een nieuw filiaal geopend in Bad Tölz. In 2010 werd het warenhuis in Weilheim uitgebreid met een extra verdieping.